# Železniško postajališče Jelovec
Železniško postajališče Jelovec je eno izmed železniških postajališč v Sloveniji, ki oskrbuje bližnje naselje Jelovec.